# Ines Müller
Ines Müller, nata Reichenbach (Grimma, 2 gennaio 1959), è un'ex pesista tedesca, vincitrice di un bronzo mondiale a Roma 1987.

## Palmarès
| Anno | Manifestazione  | Sede      | Evento         | Risultato | Misura  | Note |
| ---- | --------------- | --------- | -------------- | --------- | ------- | ---- |
| 1980 | Olimpiadi       | Mosca     | Getto del peso | 8ª        | 19,66 m |      |
| 1981 | Universiadi     | Bucarest  | Getto del peso | Argento   | 19,66 m |      |
| 1985 | Mondiali indoor | Parigi    | Getto del peso | Argento   | 19,68 m |      |
| 1986 | Europei         | Stoccarda | Getto del peso | Argento   | 20,81 m |      |
| 1987 | Mondiali        | Roma      | Getto del peso | Bronzo    | 20,76 m |      |
| 1988 | Olimpiadi       | Seul      | Getto del peso | 4ª        | 20,37 m |      |

## Altre competizioni internazionali
1987
- Coppa Europa di atletica leggera ( Praga)